# Primiano de Larino
San Primiano o Primiano de Larino (muerto el 15 de mayo de 303 o 304) es el santo patrón de Lesina, Apulia, en Italia. Es también patrón junto con San Pardo, de Larino en la provincia de Campobasso. Su fiesta se celebra en ambos lugares el 15 de mayo con fuegos artificiales y música.

## Vida
La tradición relata que tres hermanos cristianos, Primiano, Firmiano y Casto, fueron perseguidos y ejecutados durante la persecución de Diocleciano el 15 de mayo de 303 o 304 en el anfiteatro de Larino. Firmiano y Casto fueron devorados por leones, mientras que Primiano logró domarlos y sobrevivió. Sin embargo, más tarde fue decapitado cerca del Templo de Marte en Larino.
La antigua catedral de Lesina estaba dedicada a Primiano y contiene el Santuario de Primiano.
En Acquaviva Collecroce se conserva un notable relicario de algunas de las reliquias de Primiano.